# Waldemar Vogt
Franz Hugo Waldemar Vogt (* 21. April 1912 in Sien; † Ende April 1945 in Berlin) war ein deutscher nationalsozialistischer Funktionär, der ab 1937 das Reichspropagandaamt im Gau Mainfranken in Würzburg leitete.

## Leben
Vogt trat in die NSDAP ein. Als 1937 in Würzburg das Reichspropagandaamt aus der Landesstelle Mainfranken des Reichsministeriums für Volksaufklärung und Propaganda gebildet wurde, übernahm er dessen Leitung. Gleichzeitig war er Gaupropagandaleiter der NSDAP in Würzburg. Seit 1935 war er Landeskulturwalter im damaligen Gau Unterfranken.
Erfolglos vorgeschlagen wurde Vogt auf der Liste des Führers zur Wahl des Großdeutschen Reichstages am 10. April 1938. 
Vogt fand als Volkssturmmann auf dem Gelände des Stettiner Bahnhofs in Berlin Ende April 1945 den Tod.